# Longi, Sici
Longi är en ort och kommun i storstadsregionen Messina, innan 2015 i provinsen Messina, i regionen Sicilien i sydvästra Italien. Kommunen hade 1 422 invånare (2017).